# Bleu de thymol
Le bleu de thymol (ou thymolsulfonephtaléine) est un colorant de la famille des sulfonephtaléines utilisé comme indicateur coloré de pH. Il possède deux zones de virage à l'instar du bleu de bromothymol. Son nom vient des groupes thymol de cette sulfonephtaléine.

## Aspect
Le bleu de thymol se présente sous forme de cristaux verts à odeur de phénol. Ces cristaux fondent à une température de 221 °C.
Le bleu de thymol comporte deux radicaux hydroxyl et un cycle sultone moins stable. En solution aqueuse, ce cycle est hydrolysé et les cristaux donnent une solution quinoïde jaunâtre. En solution fortement acide (pH < 1,2), cette forme quinoïde, protonisée, prend une teinte rouge ; en milieu alcalin (pH = 8,0–9,6), au contraire, le radical hydroxyl est déprotonisé et la solution prend une teinte bleue.
Il y a donc deux zones de virage : 
- pH 1,2–2,8: virage du rouge à l'orangé ;
- pH 8,0–9,6: virage de l'orangé au bleu.

| Couleurs du bleu de thymol | forme acide rouge | zone de virage 1 pH 1.2 à pH 2.8 | forme acide jaune | zone de virage 2 pH 8.0 à pH 9.6 | forme basique bleu |